# Asa bacteriológica

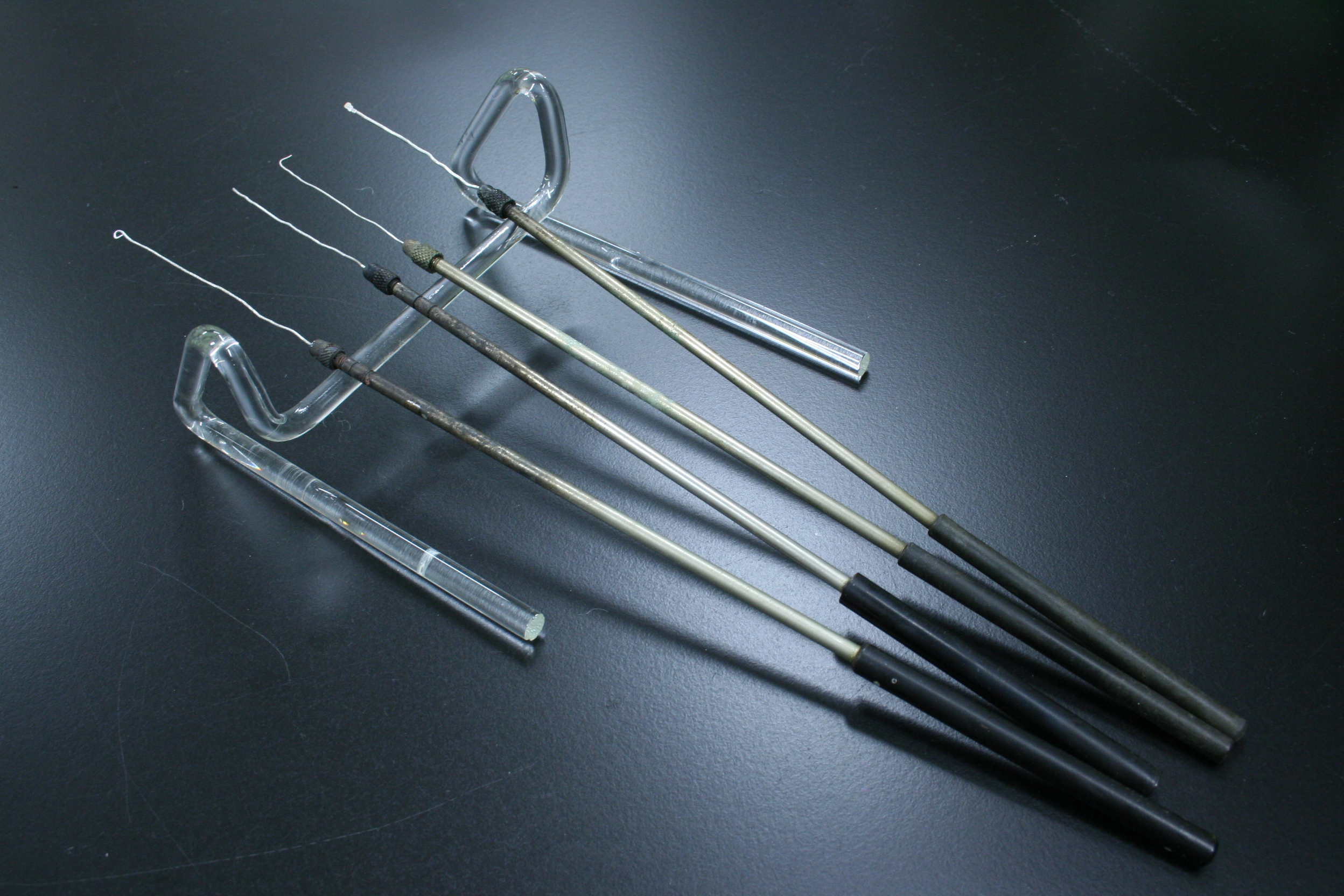
Asas bacteriológicas de platino.

El asa bacteriológica, asa de platino o también llamada asa de Kolle (Wilhelm Kolle 1868-1935) es un instrumento de laboratorio que consta de una base que puede estar hecha de platino, acero, aluminio y un filamento que puede ser de nicromo, wolframio o platino que termina en un arito de 5 mm o en punta.
Se emplea para transportar, arrastrar, trasvasar inóculos (pequeño volumen que contiene microorganismos en suspensión) desde la solución de trabajo, también llamada «solución madre» al medio de cultivo (sólido o líquido) o de un medio a otro (resiembra). También sirve para la realización de frotis.
La cantidad de inóculo que se trasvasa viene determinado por el diámetro del aro final del filamento, que se encuentra calibrado, y normalmente oscila entre 0,01 y 0,001 ml.
- Datos: Q667314
- Multimedia: Inoculation loops / Q667314